# Caigua (Venezuela)
Pour les articles homonymes, voir Caigua.
Caigua est la capitale de la paroisse civile de Caigua de la municipalité de Simón Bolívar dans l'État d'Anzoátegui au Venezuela.